# Lysidice notata
Lysidice notata är en ringmaskart som beskrevs av Ehlers 1887. Lysidice notata ingår i släktet Lysidice och familjen Eunicidae. Inga underarter finns listade i Catalogue of Life.